# Eagle Creek (North Fork Shoshone River)
Der Eagle Creek ist ein etwa 23 km langer, rechter Nebenfluss des North Fork Shoshone River im Nordwesten des US-Bundesstaates Wyoming.

## Verlauf
Der Eagle Creek entspringt an der Ostflanke des Mount Schurz im Hochgebirge der Absaroka Range auf einer Höhe von etwa 2860 m, etwa 50 km westsüdwestlich von Wapiti und unmittelbar östlich des Yellowstone-Nationalparks. Von dort fließt er in nordöstliche Richtung durch die Washakie Wilderness des Shoshone National Forest im Park County, mäandert durch die Eagle Creek Meadows und erhält mit dem Cabin Creek von links seinen längsten Zufluss. Einige Kilometer östlich von Pahaska Tepee mündet der Eagle Creek nach rund 23 km auf einer Höhe von 1971 m in den hier nach Osten fließenden North Fork Shoshone River, unmittelbar gegenüber des Eagle Creek Campground am U.S. Highway 14. Der Eagle Creek Trail folgt nahezu dem gesamten Flussverlauf.

## Hydrologie
Der Eagle Creek ist als Nebenfluss des North Fork Shoshone River Teil des Einzugsgebietes des Shoshone River, der über Bighorn River, Yellowstone River, Missouri und Mississippi in den Golf von Mexiko entwässert. Das Einzugsgebiet des Eagle Creek umfasst ein Areal von etwa 149 km² und grenzt an die Einzugsgebiete von Kitty Creek und Fishhawk Creek im Osten, Howell Creek im Süden, Beaverdam Creek im Südwesten sowie Middle Creek und Canfield Creek im Norden.

## Belege
1. 1 2 3 4 5  Eagle Creek. In: Geographic Names Information System. United States Geological Survey, United States Department of the Interior (englisch).